# Assemblea nazionale costituente (Venezuela 2017)
L'Assemblea nazionale costituente (in spagnolo: Asamblea Nacional Constituyente) era l'organo istituito in Venezuela nel 2017 col compito di redigere una nuova costituzione, senza che tuttavia si avesse, fino al mancato rinnovo nel 2020, alcun esito o discussione in tal senso.
L'assemblea costituente si compose di 545 membri, un numero di deputati quattro volte superiore a quello del parlamento nazionale.
Restò in carica per dodici volte in più della durata dell'Assemblea nazionale costituente del 1999.

## Formazione
I membri dell'organo furono scelti in occasione delle elezioni del 30 luglio 2017; tuttavia, la votazione fu contestata e ritenuta illegale da diversi paesi sudamericani e occidentali, tanto che il partito d'opposizione, Unità Nazionale addirittura non si presentò, sancendo così una vittoria schiacciante per il partito filo-governativo.

## Azioni attuate

### Rimozione degli oppositori
Il primo giorno l'Assemblea ha votato all'unanimità la destituzione della procuratrice generale Luisa Ortega Díaz, sostituendola con Tarek William Saab. La Díaz aveva denunciato una violazione dell'ordine costituzionale da parte del presidente venezuelano Nicolás Maduro, citandolo, tra l'altro, con diversi suoi ministri, di fronte alla corte penale internazionale per gli omicidi di circa 8 000 persone nel biennio 2015-2017.
Il tribunale supremo di giustizia aveva già dato autorità all'assemblea costituente per redigere una nuova costituzione per il Venezuela. Il 18 agosto 2017 l'Assemblea costituente si diede il potere di scavalcare l'Assemblea nazionale, esautorandola il giorno seguente.
In un'intervista rilasciata ad Al Jazeera, Delcy Rodríguez, vicepresidente del Venezuela, sostenne: "Io ho negato e continuo a negare l'esistenza di una crisi umanitaria in Venezuela" e ha inoltre definito la richiesta di aiuti internazionali da parte dei venezuelani come un "tradimento".

### Elezioni presidenziali del 2018
L'Assemblea costituente ha proibito a tre partiti dell'opposizione (Primero Justicia, Azione Democratica e Volontà Popolare) di partecipare alle elezioni presidenziali del 2018, sostenendo che essi ne avevano perso il diritto avendo boicottato le elezioni amministrative del 2017.

## Critiche

### Opinione pubblica
Un sondaggio di Hercon, datato agosto 2017, sostiene che il 78,7 % dei venezuelani ha un'opinione negativa dell'ANC, mentre il 16,6 % ne ha un'opinione positiva.
Un altro sondaggio di IVAD ha rivelato che il 61,4 % dei venezuelani non riconosce l'autorità e la legittimità dell'Assemblea costituente, mentre il 33,8 % la ritiene legittima.

Venezuela Sostenitori Detrattori Neutrali

### Riconoscimento internazionale
Più di 40 paesi sudamericani e occidentali non hanno riconosciuto la legittimità dell'Assemblea costituente, e a essi si aggiunsero la Santa Sede e l'Unione europea.
Tuttavia diversi paesi, tra cui Bolivia, Cuba, Russia e Siria, ne riconobbero l'autorità e invitarono le altre nazioni a non intervenire in Venezuela.

## Dissoluzione
Durante la sua operatività, nonostante fossero passati tre anni dall’insediamento, nessun progetto di riforma è stato discusso o approvato e il suo obiettivo principale si rivelò, come visto anche precedentemente, solo quello di bloccare l’esercizio dell’Assemblea Nazionale dominata da una maggioranza di opposizione.
Ha infine concluso il suo mandato il 18 dicembre 2020, non venendo il suo mandato prorogato. In attività, l'organismo ha promulgato 98 decreti, 84 accordi, 14 leggi costituzionali e 40 “atti di altra natura.”
Il giorno della sua dissoluzione, dall’aula ellittica del Parlamento, il presidente Nicolás Maduro arringò nell’ultima sessione dell’organismo ufficiale che "l’obiettivo fondamentale di questa Assemblea Nazionale Costituente (...) era ripristinare la pace della repubblica, la sicurezza interna, l’unione nazionale e la stabilità del Paese. Oggi posso dire: Assemblea Nazionale Costituente, missione compiuta!"